# Wildenburg (Adelsgeschlecht)

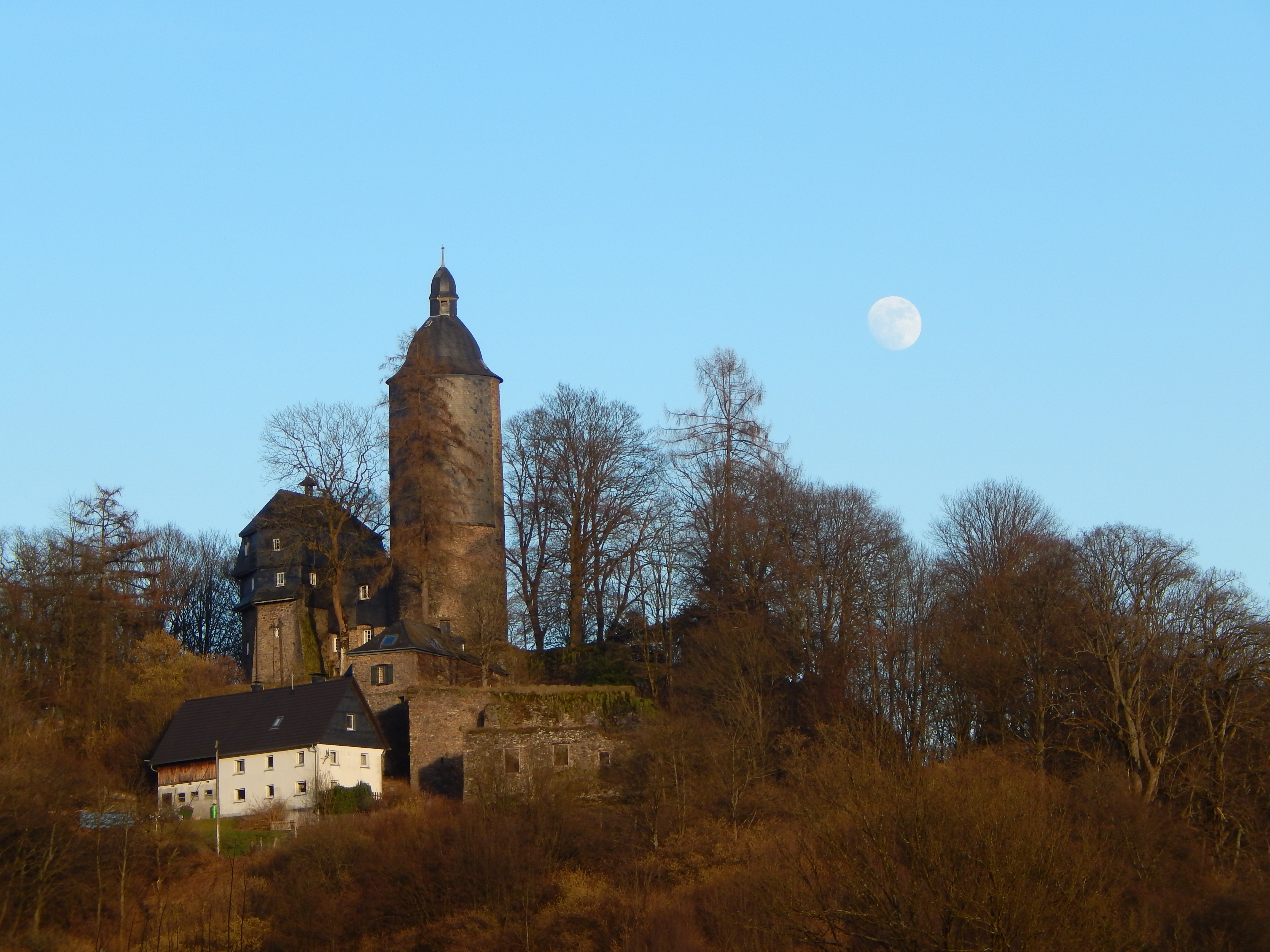
Burg Wildenburg

Die Herren von Wildenburg sind ein altes rheinisches Adelsgeschlecht. Ihr Stammsitz ist die Burg Wildenburg im Wildenburger Land. 

## Geschichte
Die Familie ging aus dem Grafengeschlecht der Arenberger hervor, die über Jahrhunderte hinweg das erbliche Burggrafenamt in Köln innehatte. 
Im Zuge einer um die Mitte der 1230er Jahre durchgeführten Erbteilung des Arenberger Besitzes an der mittleren Sieg erhielt Heinrich von Arenberg Rechte und Güter südlich der Sieg, während seinem jüngeren Bruder Gerhard I. von Wildenburg die nördlich des Flusses gelegene Hälfte des Kirchspiels Wissen und Güter im Raume Friesenhagen zufielen. Gerhard errichtete 1239 nahe der bereits 1048 erwähnten wichtigen Handelsstraße „Hileweg“ an strategisch günstiger Stelle unweit von Friesenhagen die Burg „Am wilden Berghe“ und benannte sich nach dieser. 
Sein Sohn Heinrich zu Wildenburg geriet in Streit mit Johann Graf zu Sayn, der am 13. Juni 1284 durch  Heinrich I. Graf von Sponheim und Heinrich von Isenburg als gewählte Schiedsrichter wie folgt geschlichtet wurde: Heinrich darf Burg Wildenburg niemandem zum Schaden Johanns oder seiner Brüder verkaufen oder verpfänden; er soll sie lediglich an seine Kinder oder Johanns Brüder überlassen. Heinrich darf die Gerichtsbarkeit innerhalb von Burgtal und Bannzäunen ausüben mit Ausnahme von Diebstahl, Totschlag, Raub oder sonstigen Fällen, die mit schwerster oder Todesstrafe belegt werden; solche Fälle sind dem Amtmann Johanns in Friesenhagen zu überweisen. 

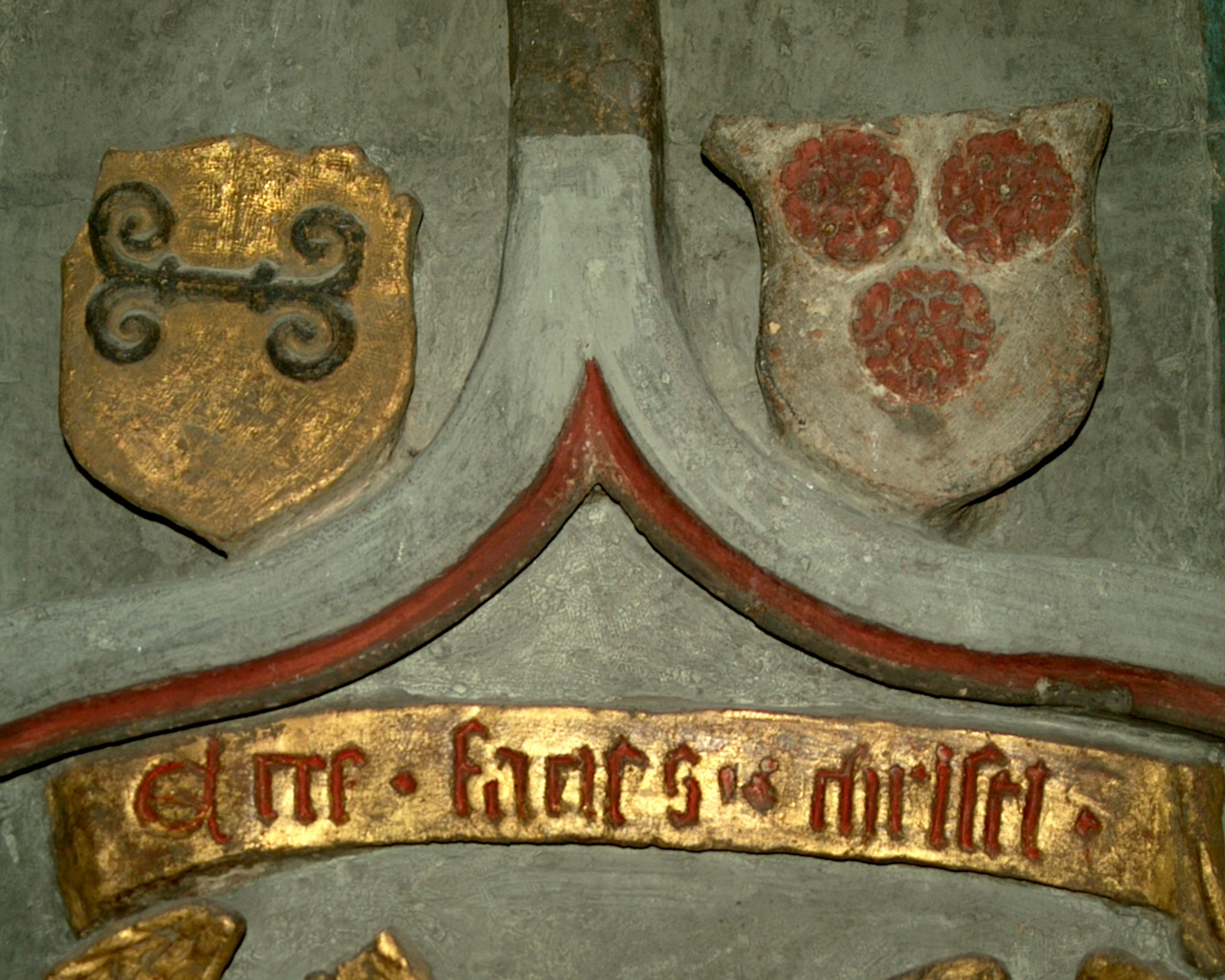
Wappen zur Hochzeit Hatzfeld-Wildenburg

1418 starb mit Hermann von Wildenburg die Familie im Mannesstamme aus. Durch die Heirat seiner Nichte Jutta mit Johann von Hatzfeld († n. 1407) kam so die inzwischen reichsunmittelbare Herrschaft an die Grafen von Hatzfeld.

## Stammreihe
- Gerhard von Arenberg zu Wildenburg († ca. 1283), ⚭ Aleidis von Westerburg
  - Heinrich zu Wildenburg (erw. 1284 und 1307)
    - Johann I. von Wildenburg 
      - Johann II. von Wildenburg († 1357) ⚭ Elisabeth von Sayn-Homburg († 1377)
        - Hermann von Wildenburg († 1418) ⚭ Feye von Hammerstein

## Wappen
In Rot, 2,1 gelbe heraldische Rosenblüten mit blauen Butzen; auf dem gekrönten Helm mit rot-goldener Decke ein rotes Schirmbrett, belegt mit 2,1 Rosenblüten und besteckt mit sieben weißen Pfauenfedern.